# Dactylocalycidae
Dactylocalycidae är en familj av svampdjur. Dactylocalycidae ingår i ordningen Hexactinosida, klassen glassvampar, fylumet svampdjur och riket djur. Enligt Catalogue of Life omfattar familjen Dactylocalycidae 9 arter. 
Kladogram enligt Catalogue of Life:
| Dactylocalycidae | \| \| Auloplax \| \| \| \| \| \| Dactylocalyx \| \| \| \| \| \| Iphiteon \| \| \| \| |
|                  | \| \| Auloplax \| \| \| \| \| \| Dactylocalyx \| \| \| \| \| \| Iphiteon \| \| \| \| |
|                  | Aphrocallistidae                                                                     |
|                  |                                                                                      |
|                  | Craticulariidae                                                                      |
|                  |                                                                                      |
|                  | Cribrospongiidae                                                                     |
|                  |                                                                                      |
|                  | Cyathella                                                                            |
|                  |                                                                                      |
|                  | Deanea                                                                               |
|                  |                                                                                      |
|                  | Diaretula                                                                            |
|                  |                                                                                      |
|                  | Euretidae                                                                            |
|                  |                                                                                      |
|                  | Farreidae                                                                            |
|                  |                                                                                      |
|                  | Hyalocaulus                                                                          |
|                  |                                                                                      |
|                  | Lithospongia                                                                         |
|                  |                                                                                      |
|                  | Rhabdostauridium                                                                     |
|                  |                                                                                      |
|                  | Tretodictyidae                                                                       |
|                  |                                                                                      |
|                  | Auloplax                                                                             |
|                  |                                                                                      |
|                  | Dactylocalyx                                                                         |
|                  |                                                                                      |
|                  | Iphiteon                                                                             |
|                  |                                                                                      |

|  | Auloplax     |
|  |              |
|  | Dactylocalyx |
|  |              |
|  | Iphiteon     |
|  |              |